# 吉永陽一
吉永 陽一（よしなが よういち、1946年12月17日 - ）は、日本の音楽教育者、教員。神戸山手大学特任教授、兵庫県吹奏楽連盟副会長、関西吹奏楽連盟理事、NPO法人アマバンド＆スポーツ副理事長。兵庫県神戸市兵庫区出身。

## 略歴
- 1970年 大阪音楽大学器楽学科卒業
- 1970年 私立大阪高等学校教諭（担当科目：音楽、吹奏楽部顧問）
- 1971年 私立学校から公立学校の教員（地方公務員として兵庫県教育委員会採用の教員）に転身。兵庫県立兵庫高等学校教諭（担当科目：音楽、吹奏楽部顧問）
- 1974年 同校吹奏楽部を指揮し、第22回全日本吹奏楽コンクール銀賞受賞（自由曲：チャンス作曲「朝鮮民謡の主題による変奏曲」）
- 1977年 同校吹奏楽部を指揮し、第25回全日本吹奏楽コンクール銅賞受賞（自由曲：ネリベル作曲「交響的断章」）
- 1980年 同校吹奏楽部を指揮し、第28回全日本吹奏楽コンクール金賞受賞（自由曲：レスピーギ作曲「交響詩『ローマの祭り』より主顕祭」、兵庫県内の高等学校としては初の全国大会金賞受賞）
- 1982年 兵庫県立兵庫高等学校休職、桐朋学園大学内地留学（専攻：指揮法）
- 1983年 兵庫県立兵庫高等学校復職
- 1983年 同校吹奏楽部を指揮し、第31回全日本吹奏楽コンクール銀賞受賞（自由曲：ヤナーチェク作曲「狂詩曲タラス・ブーリバより予言とタラス・ブーリバの死」）
- 1985年 兵庫県立西宮高等学校音楽科教諭（担当科目：音楽理論、ソルフェージュ、オーケストラ、吹奏楽部顧問）
- 1986年 同校吹奏楽部を指揮し、全国学校合奏コンクール高校の部優勝
- 1987年 同校吹奏楽部を指揮し、第35回全日本吹奏楽コンクール銀賞受賞（自由曲：フサ作曲「プラハのための音楽1968よりトッカータとコラール」）
- 1998年 同校吹奏楽部を指揮し、第46回全日本吹奏楽コンクール銅賞受賞（自由曲：ショスタコーヴィチ作曲「祝典序曲」）
- 2007年 平成18年度（第1回）兵庫県優秀教職員表彰、（第1回）文部科学大臣賞優秀教員表彰受賞。同年定年退職。
- 2007年 神戸夙川学院大学特任教授
- 2015年 神戸山手大学特任教授
- 2017年 流通科学大学吹奏楽団 音楽監督